# Dirección noruega de patrimonio cultural
La Dirección de Patrimonio Cultural (en noruego: Riksantikvaren o Direktoratet for kulturminneforvaltning) es una agencia gubernamental responsable de la gestión del patrimonio cultural en Noruega. Subordinado al Ministerio de Medio Ambiente de Noruega, gestiona la Ley del Patrimonio Cultural del 9 de junio de 1978. La dirección también tiene responsabilidades en virtud de la Ley de Planificación y Construcción de Noruega.

## Administración de Patrimonio cultural en Noruega

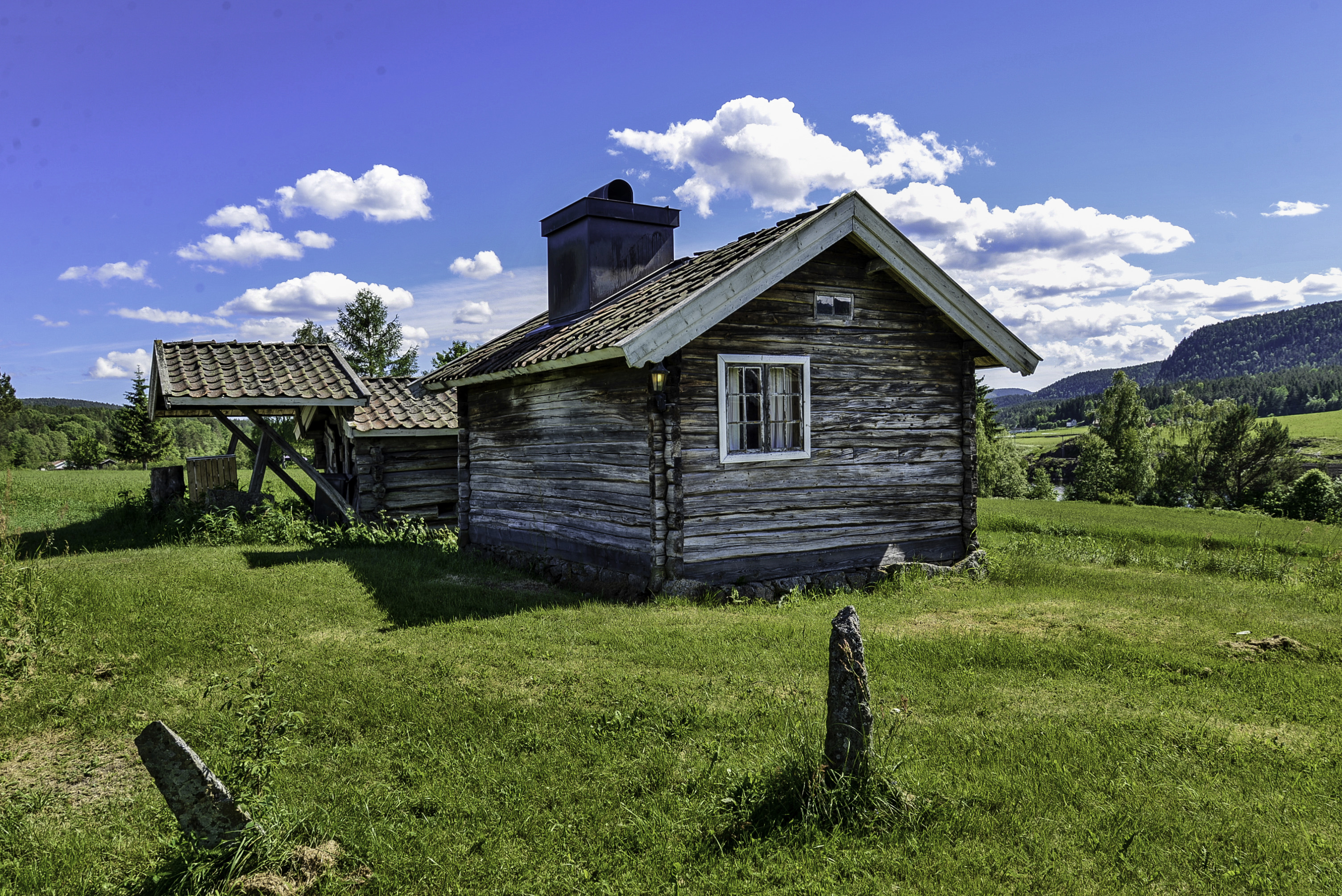
Foto de un monumento en Noruega en la base de datos de la Dirección Noruega de Patrimonio Cultural.

La Dirección de Gestión del Patrimonio Cultural es responsable de la gestión a nivel nacional. A nivel regional, los municipios comarcales son responsables de la gestión en su comarca. El Parlamento Sami es responsable de la gestión del patrimonio sami. En la isla de Svalbard, el gobernador de Svalbard tiene responsabilidades de gestión. Para las excavaciones arqueológicas existen cinco museos arqueológicos colegiados.

## Historia
El trabajo con el patrimonio cultural comenzó a principios de 1900, y las primeras leyes que rigen los hallazgos patrimoniales llegaron en 1905, y la primera ley que protege los edificios patrimoniales apareció en 1920. El cargo de Anticuario Nacional se estableció en 1912. Cuando se creó el Ministerio del Medio Ambiente en 1972 se transfirió allí la responsabilidad, y la actual ley del patrimonio cultural es del 9 de junio de 1978, reemplazando las dos leyes anteriores. El puesto se convirtió en directorio el 1 de julio de 1988.

### Lista de Anticuarios Nacionales
- 1912–1913 Herman Major Schirmer
- 1913–1946 Harry Fett
- 1946–1958 Arne Nygård-Nilssen
- 1958–1977 Rugido Hauglid
- 1978–1991 Stephan Tschudi-Madsen
- 1991–1997 Øivind Lunde (excedencia desde 1995)
- 1997–2009 Nils Marstein (interino desde 1995)
- 2009 Sjur Helseth (interino)
- 2009–2018 Jørn Holme
- 2018 presente Hanna Geiran